# Maciço de Morais
O Maciço de Morais é uma pequena cadeia montanhosa cujo ponto principal é o Monte de Morais no concelho de Macedo de Cavaleiros
Os maciços de Morais, tal como o de Bragança-Vinhais são os pontos centrais na geologia transmontana. É recoberto por uma sequência monometamórfica, cavalgam sobre os terrenos envolventes, divididos em duas unidades distintas: a Centro-Transmontana, na periferia imediata dos maciços, e a Peri-Transmontana, que, em parte, envolve a anterior.
Nos maciços de Bragança e Morais dominam as rochas metabásicas (xistos verdes, xistos anfibólicos, anfibolitos e blastomilonitos), os metaperidotitos e os paragnaisses, havendo também a registar a presença de gnaisses e micaxistos no maciço de Morais.
Na envolvente destes maciços surgem, sobretudo, formações de xistos e grauvaques, de rochas quartzíticas, mas também de xistos verdes. No domínio do Douro inferior, a que corresponde a parte setentrional do território em estudo, dominam as formações xistosas e quartzíticas.
No Maciço de Morais é possível caminhar sobre um fundo oceânico e percorrer mais de 400 milhões de anos de história da Terra através de uma ”sanduíche” geológica com vestígios de um mar entre dois antigos continentes.
A singularidade deste lugar, associada às tradições e gente, garantiu a integração do concelho na rede mundial de geoparques da UNESCO, com o selo de Geoparque Terras de Cavaleiros atribuído em setembro de 2014.
Numa área de cerca de 700 quilómetros quadrados conseguimos ter a sequência completa de uma crusta oceânica e não há nenhuma parte do mundo onde uma área tão pequena tenha esta sequência completa.
A placa oceânica é mais densa, tem tendência a mergulhar, mas aqui há um processo excecional em que a placa oceânica é transportada para cima de um continente, depois segue-se um choque de continentes e encavalitam-se uns sobre os outros.
A “sanduíche” geológica não é observável aos olhos dos leigos e, por isso, ao longo dos tempos a população de Morais chamou maldito ao monte onde nada do que plantavam medrava pois, sem saberem, estavam a cultivar o fundo do mar. Isso ocorre porque as rochas oceânicas possuem muito ferro e níquel, que é um inibidor de crescimento, e as plantas sofrem de raquitismo.